# Phormio
El Phormio (en español, Formión) es una comedia escrita en latín por Terencio, dramaturgo romano del s. II a. C. Según la didascalia es la cuarta obra de Terencio, ya que se habría estrenado en el año 161 a. C., en los  Ludi Romani o  Ludi Megalenses. Sin embargo, si atendemos a la información que nos ofrece el prólogo, se trataría de la tercera obra del autor.
La citada didascalia nos informa de que la obra se inspira en el Epidikazómenos de Apolodoro de Caristo, comediógrafo griego del s. III a. C., que también sirvió de fuente de inspiración para otra obra de Terencio, la  Hecyra. Formión, sin embargo, es la única obra terenciana que ha renunciado al título griego y que recibe un nombre en latín. Así se señala, además, en el propio prólogo: adporto novam / Epidicazomenon quam vocant comoediam / Graeci, Latini Phormionem nominant (versos 24-26).
La obra no tuvo una buena acogida cuando fue representada por primera vez. No obstante, sí conoció un gran éxito después de la muerte de Terencio. Por comentarios de Cicerón (De orat. II. 77 y De nat. deor. III. 73) y de Quintiliano (IV. 3, 56), sabemos que disfrutó de una amplia popularidad, hasta el punto de que el nombre Formión pasó a «designar a las personas que discuten audazmente sobre materias que no dominan».

## Personajes

### Personajes principales
- Formión - parásito y picapleitos que se vale de su astucia, sus habilidades retóricas y sus supuestos conocimientos legales para ganarse la protección de los más poderosos y vivir a su costa. Conoce como nadie las debilidades del género humano y las aprovecha en su propio beneficio.
- Demifón - anciano, hermano de Cremes y padre de Antifón
- Cremes - anciano, hermano de Demifón y padre de Fedria
- Antifón, joven, hijo de Demifón, es tímido e indeciso, cobarde e indolente. Se asusta y se preocupa con mucha facilidad, y es de esas debilidades de las que se aprovecha el Formión. Seducido por la palabrería de éste, se limita a esperar que el parásito le resuelva los problemas o que las cosas se solucionen por sí mismas.
- Fedria, joven, hijo de Cremes
- Geta, esclavo de Demifón
- Dorión, mercader de esclavos
- Sófrona, nodriza de Fania
- Nausístrata, mujer de Cremes
- Davo, esclavo (personaje protático, ya que sólo aparece al principio de la obra)
- Cratino, Hegión y Critón, asesores de Demifón

### Personajes mudos
- Fania, hija de Cremes
- Dorción, esclava y mujer de Geta
- Estilfón, supuesto nombre de Cremes

## Argumento
Demifón y Cremes son dos viejos hermanos que deben emprender un largo viaje y dejan a sus hijos, Antifón y Fedria respectivamente, al cuidado de un esclavo, Geta. Los dos jóvenes se enamoran de sendas muchachas: Fedria lo hace de una esclava, pero carece de dinero para poder liberarla; Antifón, por el contrario, logra casarse con Fania, una pobre huérfana, gracias a una estratagema que idea el parásito Formión. En efecto, éste, basándose en una ley que obligaba al pariente más próximo de una huérfana a casarse con ella o, al menos, a darle sustento, ha declarado que Antifón es el familiar más próximo de Fania.
El problema surge cuando los dos ancianos regresan de su viaje y descubren lo que han hecho sus hijos durante su ausencia. Por fortuna para Antifón, Cremes también tiene algo que ocultar, ya que él es el padre de Fania, la chica con la que se ha casado. De este modo, cuando se descubre el secreto de Cremes, a Demifón no le quedará más remedio que aceptar el matrimonio de Antifón con Fania. Por lo demás, el resto de personajes son perdonados por lo que han hecho: Cremes es perdonado por su esposa Nausístrata, por haber tenido a Fania fuera del matrimonio; Fedria es disculpado por haber tenido una aventura con una esclava a la que no podía liberar; y todos perdonan al parásito Formión por sus tejemanejes y argucias.